# 10356 Rudolfsteiner
10356 Rudolfsteiner è un asteroide della fascia principale. Scoperto nel 1993, presenta un'orbita caratterizzata da un semiasse maggiore pari a 2,6932396 UA e da un'eccentricità di 0,1446621, inclinata di 2,51283° rispetto all'eclittica.
L'asteroide è dedicato a Rudolf Steiner, filosofo ed esoterista austriaco.